# Marko Šuković
Marko Šuković (* 12. April 2004) ist ein bosnischer Leichtathlet, der sich auf den Hochsprung spezialisiert hat.

## Sportliche Laufbahn
Erste internationale Erfahrungen sammelte Marko Šuković im Jahr 2021, als er bei den U20-Balkan-Hallenmeisterschaften in Sofia mit übersprungenen 2,06 m den vierten Platz belegte. Im Juni gelangte er bei den U20-Balkan-Meisterschaften in Istanbul mit 2,07 m auf den siebten Platz und siegte anschließend mit einer Höhe von 2,11 m bei den U18-Balkan-Meisterschaften in Kraljevo. Im Jahr darauf wurde er bei den U20-Balkan-Hallenmeisterschaften in Belgrad mit 2,02 m Vierter und im Juni belegte er bei den Balkan-Meisterschaften in Craiova mit 2,05 m den achten Platz, ehe er bei den U20-Balkan-Meisterschaften in Denizli mit 2,12 m den fünften Platz belegte. 2023 gelangte er bei den Balkan-Meisterschaften in Kraljevo mit 2,05 m auf den zehnten Platz, ehe er bei den U20-Europameisterschaften in Jerusalem mit 2,07 m in der Qualifikationsrunde ausschied. Im Jahr darauf belegte er bei den Balkan-Hallenmeisterschaften in Istanbul mit 2,15 m den vierten Platz. Im Mai belegte er bei den U23-Mittelmeer-Meisterschaften in Ismailia mit 2,00 m den vierten Platz und kurz darauf wurde er bei den Balkan-Meisterschaften in Izmir mit 1,90 m Neunter. 2025 gelangte er bei den Balkan-Hallenmeisterschaften in Belgrad mit 2,05 m auf den fünften Platz. Ende Juni wurde er bei der 3. Liga der Team-Europameisterschaft in Maribor mit 2,09 m Erster und verpasste dann bei den U23-Europameisterschaften in Bergen mit 2,13 m den Finaleinzug. Daraufhin belegte er bei den Balkan-Meisterschaften in Volos mit 2,11 m den siebten Platz.
In den Jahren 2021 sowie von 2023 bis 2025 wurde Šuković bosnischer Meister im Hochsprung.